# Vikings and Lionhearts Tour
Die Vikings and Lionhearts Tour war eine Co-Headlinertournee der schwedischen Melodic-Death-Metal-Band Amon Amarth und der US-amerikanischen Thrash-Metal-Band Machine Head.

## Entstehung
Am 1. November 2021 wurde die Tournee angekündigt, die 31 Termine in 15 Ländern umfasst. Amon Amarth und Machine Head traten in rotierender Reihenfolge auf. Lediglich bei den Konzerten in Vereinigten Königreich gingen Machine Head als Headliner auf die Bühne. Als Vorgruppe reiste die schwedische Melodic-Death-Metal-Band The Halo Effect mit, die aus derzeitigen bzw. ehemaligen Mitgliedern der Band In Flames besteht. Die Tour begann am 8. September 2022 in Nottingham und endete am 22. Oktober 2022 in Stuttgart. Alle drei Bands präsentierten ihre jeweiligen neuen Studioalben. Amon Amarth veröffentlichten am 5. August 2022 ihr zwölftes Studioalbum The Great Heathen Army, während Machine Head mit Of Kingdom and Crown am 26. August 2022 ihr zehntes Studioalbum herausbrachten. Dazwischen erschien am 12. August 2022 mit Days of the Lost das Debütalbum von The Halo Effect. Der Name der Tour ging auf die Spitznamen der Fans der beiden Headliner zurück. So bezeichnen Amon Amarth ihre Anhänger als Vikings (englisch Wikinger) und Machine Head die ihren als Lionhearts (englisch Löwenherzen). Veranstalter der Tournee war Live Nation Entertainment.
Laut Machine Heads Sänger Robb Flynn hätten Amon Amarth die Idee zur gemeinsamen Tour gehabt. Bei der ersten Anfrage hätte Flynn das Angebot noch abgelehnt, da seine Band in den vergangenen Jahren stets ohne Vorband bzw. Co-Headliner aufgetreten wären. Gegenüber dem deutschen Magazin Rock Hard hätte es Flynn „genossen, dreistündige Gigs als einziger Hauptact zu absolvieren“ und fragte sich, „warum er dies ändern sollte“. Etwa einen Monat später klopften Amon Amarth erneut an und teilten Machine Head mit, dass schon einige Termine in großen Hallen reserviert worden wären, die weder Amon Amarth noch Machine Head alleine hätten füllen können. Flynn erklärte, dass beide Bands schon zweimal zusammen auf Tournee waren und schließlich von der Idee überzeugt werden konnte. Beide Bands würden laut Flynn die jeweils „größte Bühnenproduktion ihrer Karrieren“ auffahren und „wahrscheinlich dreimal so viel Pyros zünden wie normalerweise“.
Zwischen den Terminen spielten Machine Head zudem unter dem Motto Electric Happy Hour einige Konzerte mit variierenden Setlists in kleineren Clubs. Zur Einstimmung auf die Tour spielten Machine Head zwischen dem 31. August und dem 6. September 2022 fünf Konzerte in den schottischen Städten Glasgow, Inverness, Aberdeen, Dundee und Edinburgh.
The Halo Effect verzichteten bei der Tournee auf ihren etatmäßigen Gitarristen Jesper Strömblad, der seit vielen Jahren an einer Alkoholsucht und Depressionen leidet. Sein Bandkollege Niclas Engelin erklärte, dass Strömblad zwar „gefestigt“ wäre, aber die Band ihn nicht „der Gefahr aussetzen will, von der Tour-Tretmühle zerrieben zu werden und wieder in alte Muster zurückzufallen“. Engelin betonte, dass Strömblad weiterhin festes Bandmitglied wäre. Als Ersatzmann wurde Patrik Jensen von der Band The Haunted verpflichtet.

## Konzerte

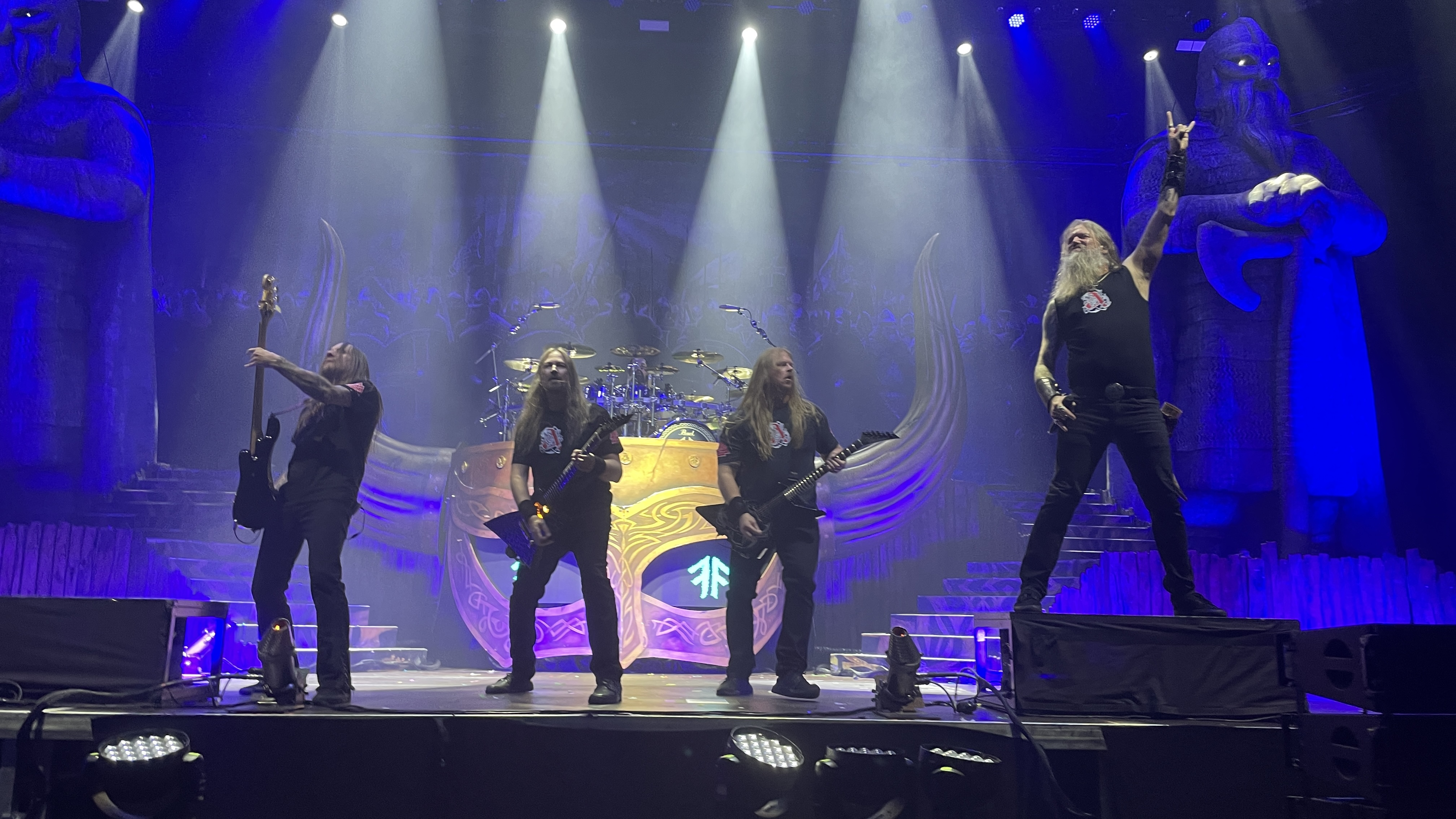
Amon Amarth in Berlin

| Datum         | Stadt               | Land                   | Veranstaltungsort           |
| ------------- | ------------------- | ---------------------- | --------------------------- |
| 8. September  | Nottingham          | Vereinigtes Königreich | National Ice Centre         |
| 9. September  | Cardiff             | Vereinigtes Königreich | Motorpoint Arena Cardiff    |
| 10. September | London              | Vereinigtes Königreich | Wembley Arena               |
| 12. September | Manchester          | Vereinigtes Königreich | Manchester Arena            |
| 13. September | Dublin              | Irland                 | 3Arena                      |
| 16. September | Zürich              | Schweiz                | Hallenstadion               |
| 17. September | Wien                | Österreich             | Stadthalle                  |
| 18. September | Krakau              | Polen                  | Tauron Arena                |
| 20. September | Tallinn             | Estland                | Saku Arena                  |
| 21. September | Helsinki            | Finnland               | Helsingin Jäähalli          |
| 23. September | Oslo                | Norwegen               | Spektrum                    |
| 24. September | Stockholm           | Schweden               | Hovet                       |
| 26. September | Kopenhagen          | Dänemark               | Forum Black Box             |
| 27. September | Hamburg             | Deutschland            | Barclays Arena              |
| 28. September | Frankfurt am Main   | Deutschland            | Festhalle                   |
| 30. September | Oberhausen          | Deutschland            | Rudolf Weber-Arena          |
| 1. Oktober    | Berlin              | Deutschland            | Velodrom                    |
| 2. Oktober    | Amsterdam           | Niederlande            | AFAS Live                   |
| 4. Oktober    | Mailand             | Italien                | Lorenzini District          |
| 6. Oktober    | Barcelona           | Spanien                | Sant Jordi                  |
| 7. Oktober    | Madrid              | Spanien                | Vistalegre                  |
| 8. Oktober    | A Coruña            | Spanien                | Coliseum da Coruña          |
| 9. Oktober    | Lissabon            | Portugal               | Campo Pequeno               |
| 12. Oktober   | Paris               | Frankreich             | Zénith                      |
| 14. Oktober   | München             | Deutschland            | Olympiahalle                |
| 15. Oktober   | Leipzig             | Deutschland            | Arena                       |
| 16. Oktober   | Prag                | Tschechische Republik  | Tipsport Arena              |
| 18. Oktober   | Budapest            | Ungarn                 | Barba Negra                 |
| 20. Oktober   | Esch an der Alzette | Luxemburg              | Rockhal                     |
| 21. Oktober   | Brüssel             | Belgien                | Forest National             |
| 22. Oktober   | Stuttgart           | Deutschland            | Hanns-Martin-Schleyer-Halle |

## Setlists
| Amon Amarth (8. September 2022) 1. Guardians of Asgaard 2. Raven’s Flight 3. The Great Heathen Army 4. Deceiver of the Gods 5. Get in the Ring 6. Heidrun 7. The Pursuit of Vikings 8. The Way of Vikings 9. Put Your Back into the Oar 10. First Kill 11. Shield Wall 12. Raise Your Horns 13. Twilight of the Thunder God | Machine Head (8. September 2022) 1. Become the Firestorm 2. Imperium 3. Now We Die 4. No Gods, No Masters 5. I Am Hell (Sonata in C#) 6. Aesthetics of Hate 7. Darkness Within 8. From This Day 9. Davidian 10. Halo | The Halo Effect (8. September 2022) 1. Days of the Lost 2. The Needless End 3. Gateways 4. Feel What I Believe 5. In Broken Trust 6. Last of Our Kind 7. Shadowminds |

## Persönlichkeiten
| Amon Amarth - Johan Hegg – Gesang - Johan Söderberg – Gitarre - Olavi Mikkonen – Gitarre - Ted Lundström – Bass - Jocke Wallgren – Schlagzeug | Machine Head - Robb Flynn – Gesang, Gitarre - Waclaw „Vogg“ Kieltyka – Gitarre - Jared MacEachern – Bass - Matt Alston – Schlagzeug | The Halo Effect - Mikael Stanne – Gesang - Niclas Engelin – Gitarre - Patrik Jensen 1 – Gitarre - Peter Iwers – Bass - Daniel Svensson – Schlagzeug |

## Rezeption
Rezensent Darren vom britischen Onlinemagazin Metal Planet Music bezeichnete das Konzert in Nottingham als „wahrhaft unglaublichen Abend“. Diese Tournee wird er „noch lange in Erinnerung behalten“. Carl Rouke vom britischen Onlinemagazin Metal Wani beschrieb die Tournee in seinem Bericht über das Konzert in Dublin als ein „Geschenk für die Fans“ und „einer Produktion auf einem Level, das die meisten Metal-Bands nie realisieren können“. Marcel Rapp vom deutschen Onlinemagazin Powermetal.de schrieb über das Konzert in Oberhausen von einem „Abend der Superlative“.